# Franz von Soden (General)

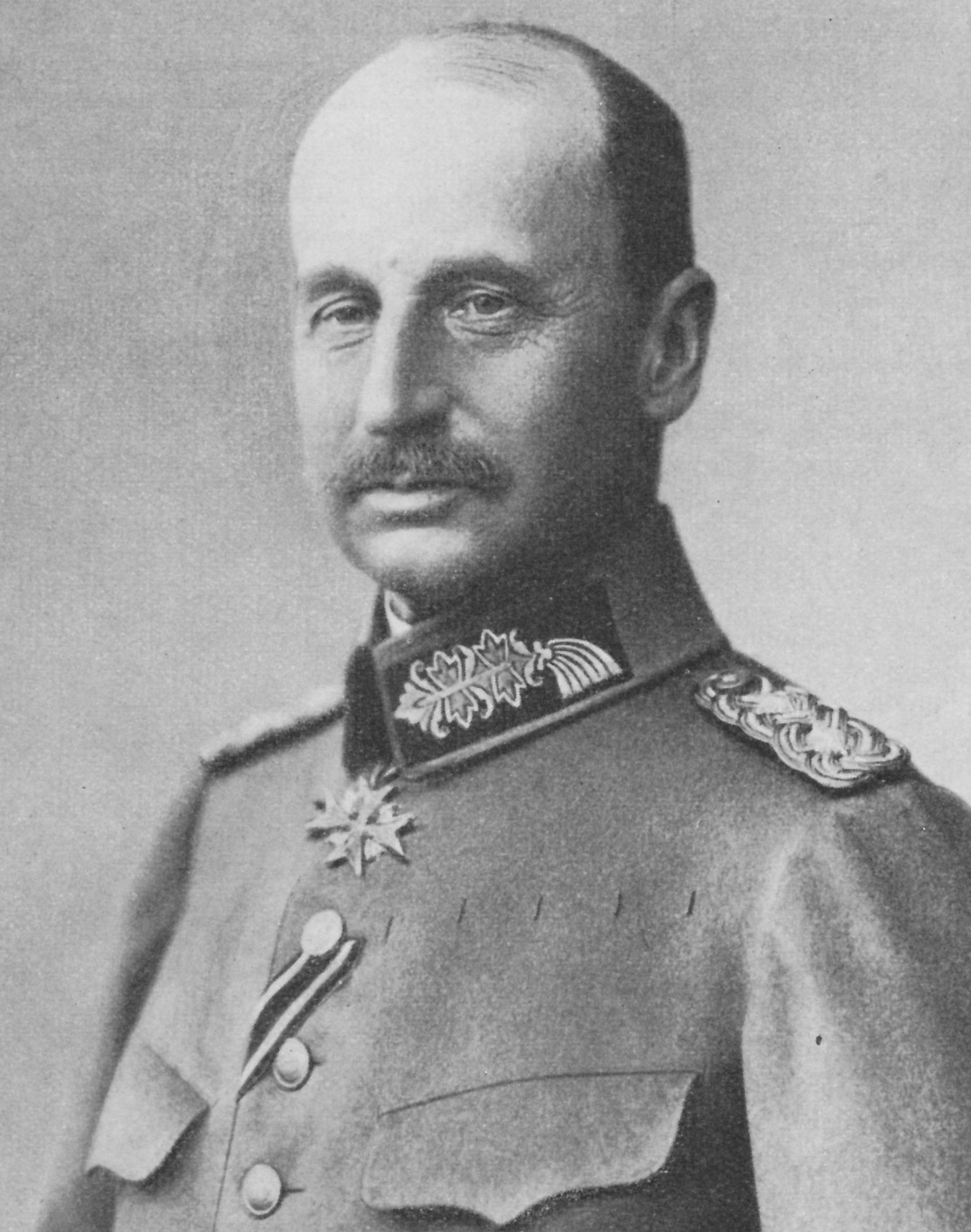
Franz von Soden

Franz Ludwig Freiherr von Soden (* 9. März 1856 in Stuttgart; † 29. November 1945 in Überlingen) war ein württembergischer General der Infanterie im Ersten Weltkrieg.

## Leben

### Herkunft
Franz war der Sohn des Kammerherrn, Wirklichen Geheimen Rates und Präsidenten des Verwaltungsgerichtshofs in Stuttgart, Alfred von Soden (1826–1894) und dessen Ehefrau Emilie, geborene von Rom (1835–1913).

### Militärkarriere
Soden besuchte das Gymnasium in Stuttgart und die Akademie in Neuchâtel. Er trat am 1. Oktober 1873 zunächst als Einjährig-Freiwilliger in das Grenadier-Regiment „Königin Olga“ (1. Württembergisches) Nr. 119 der Württembergischen Armee ein und avancierte bis 8. Februar 1875 zum Sekondeleutnant. Vom 1. Oktober 1880 bis 19. Juli 1883 kommandierte man ihn zur weiteren Ausbildung an die Preußische Kriegsakademie. Zeitgleich mit der Beförderung zum Premierleutnant am 13. Oktober 1883 folgte seine Versetzung in das Grenadier-Regiment „König Karl“ (5. Württembergisches) Nr. 123. Bereits am 7. Juli 1884 wurde Soden rückversetzt und dann ab 1. Mai 1886 zum Großen Generalstab nach Berlin kommandiert. Hier wurde er am 28. April 1888 zum Hauptmann befördert. Die kommenden Jahre verbrachte Soden in Stabsfunktionen. So vom 27. Januar 1889 bis 23. März 1890 im Generalstab des X. Armee-Korps und anschließend bis 18. September 1891 im Generalstab der 19. Division. Anschließend kehrte er in den Truppendienst zurück und war bis 20. April 1893 Kompaniechef im Grenadier-Regiment „Königin Olga“ (1. Württembergisches) Nr. 119. Dann folgte seine Verwendung als Erster Generalstabsoffizier im Stab des 26. Division (1. Königlich Württembergische) sowie die zwischenzeitlich Beförderung zum Major am 18. September 1893. Zwei Jahre später hatte er die gleiche Funktion im Stab des XIII. (Königlich Württembergisches) Armee-Korps inne. Am 21. April 1898 wurde er dann nach Kassel versetzt, wo er als Kommandeur das I. Bataillon des Infanterie-Regiments „von Wittich“ (3. Kurhessisches) Nr. 83 übernahm. Dieses Kommando sollte er die kommenden beiden Jahre führen, wurde am 18. April 1900 Oberstleutnant und als solcher kurz darauf am 29. Mai 1900 mit der Wahrnehmung der Geschäfte als Chef des Generalstabs des X. Armee-Korps beauftragt. Am 16. Juni 1901 folgte schließlich seine Ernennung zum Chef des Generalstabs. Als Oberst (seit 22. April 1902) ernannte man Soden dann am 25. Februar 1903 zum Kommandeur des Infanterie-Regiments „Kaiser Friedrich, König von Preußen“ (7. Württembergisches) Nr. 125. Von diesem Kommando wurde Soden am 20. Mai 1906 abgelöst, mit der Führung der 51. Infanterie-Brigade beauftragt und zeitgleich mit der Beförderung zum Generalmajor am 13. September 1906 zum Brigadekommandeur ernannt. Am 27. Januar 1910 beförderte man ihn zum Generalleutnant und ernannte Soden am 1. April 1910 zum Kommandeur der 26. Division (1. Königlich Württembergische). Dieses Kommando übergab Soden am 21. März 1911 an seinen Nachfolger Friedrich von Gerok und er wurde unter Verleihung des Charakters als General der Infanterie zur Disposition gestellt.
Mit Ausbruch des Ersten Weltkriegs stellte sich Soden zur Verfügung und erhielt das Kommando über die 26. Reserve-Division (1. Königlich Württembergische). Diese marschierte im Verbund mit dem XIV. Reserve-Korps östlich von Schönau im Elsass auf und beteiligte sich Ende August/Anfang September an den Schlachten in den Vogesen zwischen Nancy und Epinal. Am 9. September 1914 wurde sie von hier abgezogen und über Deutschland nach Nordfrankreich transportiert. Bei Cambrai ausgeladen, trat sie den Vormarsch über Bapaume an, um dann in die erste Somme-Schlacht einzugreifen. Danach ging sie in den Stellungskrieg über und lag bis Mitte 1916 fast unverändert im Artois. Bewegung entstand erst wieder ab 1. Juli 1916 durch ein siebentägiges Trommelfeuer und die darauffolgenden Angriffe britischer Infanterie-Einheiten in der Schlacht an der Somme. Soden konnte den von ihm befehligten Abschnitt beiderseits von Thiepval trotz Verlusten und Einbruchs an mehreren Stellen halten bzw. verlorenes Terrain wieder zurückerobern.
Unter Verleihung seines Patents zum General der Infanterie wurde Soden am 17. Dezember 1916 zum Kommandierenden General des VII. Reserve-Korps ernannt. Mit diesem war er Mitte Januar 1917 in der Champagne im Einsatz, schlug mehrfach Großangriffe zurück und vereitelte gegnerische Durchbruchsversuche. Für seine Verdienste erhielt er am 27. Juli 1917 aus der Hand des Kronprinzen die höchste preußische Tapferkeitsauszeichnung, den Pour le Mérite. Von Ende August bis Mitte November 1917 war er kurzzeitig mit der Führung des XI. Armee-Korps beauftragt und wurde im Anschluss daran am 17. November 1917 zum Kommandierenden General des V. Reserve-Korps ernannt. Mit diesem Kommando war auch gleichzeitig der Oberbefehl über die Maasgruppe Ost bei Verdun verbunden. Nach den dortigen Kämpfe trat er mit seinem Korps im Frühherbst 1918 den Rückzug an, der von Abwehrkämpfen zwischen Maas und Beaumont begleitet war. Sein König verlieh Soden am 20. Februar 1918 das Komturkreuz des Militärverdienstordens, aus Sachsen erhielt er am 6. Juni 1918 das Großkreuz des Albrechts-Ordens mit dem Goldenen Stern und Schwertern und die verbündete K.u.k. Monarchie ehrte ihn am 2. November 1918 mit dem Militärverdienstkreuz I. Klasse mit Schwertern und der Kriegsdekoration.
Mit dem Waffenstillstand führte Soden die ihm unterstellten Truppen in die Heimat zurück, wo die Demobilisierung erfolgte. Daraufhin wurde er am 25. Januar zu den Offizieren von der Armee überführt und mit der Aufhebung seiner Mobilmachungsbestimmung am 31. Januar 1919 endgültig in den Ruhestand versetzt.
Nach dem Krieg veröffentlichte Soden eine Reihe von Schriften über die Württembergische Armee im Schwäbischen Merkur und war Vorsitzender des Offiziersvereins des Infanterie-Regiments „Kaiser Friedrich, König von Preußen“ (7. Württembergisches) Nr. 125.

### Familie
Soden heiratete am 8. Januar 1890 in Stuttgart Amélie Freiin Hugo von Spitzemberg, die sich ehrenamtlich im Bereich der Caritas und Bildung stark engagierte und als Politikerin der Deutschen Zentrumspartei im Jahr 1919 Mitglied der Verfassunggebenden Versammlung des neu gegründeten Volksstaates Württemberg war. Aus dieser Ehe gingen in den Jahren zwischen 1890 und 1905 fünf Töchter hervor: Maria (* 1890), Irmgard (* 1892), Gisela (* 20. Oktober 1895; sie heiratete 1921 den späteren Generalmajor der Wehrmacht Hartmann Maria Freiherr von Ow auf Wachendorf), Elisabeth (* 1901) und Mechthild (* 1908). Ihr Enkel Meinrad Freiherr von Ow vermachte dem Landesarchiv Baden-Württemberg große Teile des Familien-Nachlasses.

## Auszeichnungen
- Komtur des Ordens der Württembergischen Krone[4]
- Württembergisches Dienstauszeichnungskreuz I. Klasse[4]
- Komtur II. Klasse des Ordens Heinrichs des Löwen[4]
- Ehrenkomtur des Oldenburgischen Haus- und Verdienstordens des Herzogs Peter Friedrich Ludwig[4]
- Kronenorden II. Klasse mit Stern[4]
- Ehrenkreuz II. Klasse des Lippischen Hausordens[4]
- Waldecksches Verdienstkreuz III. Klasse[4]
- Kommandeur des Royal Victorian Order[4]
- Ritter I. Klasse des Wasaordens[4]
- Eisernes Kreuz (1914) II. und I. Klasse
- Bayerischer Militärverdienstorden I. Klasse mit Schwertern am 3. März 1915[5]
- Krone zum Großkreuz des Friedrichs-Ordens mit Schwertern am 13. Juli 1916[6]
- Roter Adlerorden II. Klasse mit Stern und Schwertern am 11. Oktober 1916

## Schriften
- Die Württembergische Armee im Weltkrieg. Erinnerungen. Erschienen im Schwäbischer Merkur. Beilage Heer und Wehr, Stuttgart 1924–1929. Digitalisat der Württembergischen Landesbibliothek.
- Die Leistungen der Württemberger im Weltkrieg. Tagblatt-Buchdruck, Stuttgart 1925. Digitalisat der Württembergischen Landesbibliothek.
- Die 26. (Württembergische) Reserve-Division im Weltkrieg 1914-1918. Band I: Die Jahre 1914, 1915 und 1916. Berger, Stuttgart 1939. Digitalisat der Württembergischen Landesbibliothek.

## Trivia
Im britischen BBC-Dokumentarfilm The Somme. From Defeat to Victory (Die Somme. Von der Niederlage zum Sieg) über die Schlacht an der Somme übernahm der Schauspieler Rüdiger Kuhlbrodt die Rolle des Kommandierenden Generals Franz von Soden.